# Torneo Competencia 1941
Het Torneo Competencia 1941 was de derde editie van deze Uruguayaanse voetbalcompetitie. Het toernooi stond enkel open voor clubs uit de Primera División. Het was voor het eerst in vijf jaar dat dit toernooi weer werd georganiseerd. Titelverdediger was CA Peñarol, dat in 1936 het toernooi had gewonnen. Zij slaagden erin om wederom eindwinnaar te worden van het toernooi.

## Teams
Aan het Torneo Competencia deden enkel ploegen mee die dat jaar speelden in de Primera División. In 1941 waren dat onderstaande ploegen, die allen uit Montevideo afkomstig waren. Liverpool FC speelde voor het eerst in het Torneo Competencia, voor de andere tien ploegen was het hun derde deelname.
| Clubs                     | Clubs                     |
| ------------------------- | ------------------------- |
| CA Bella Vista            | CA Peñarol                |
| Central FC                | Racing Club de Montevideo |
| CA Defensor               | Rampla Juniors FC         |
| Liverpool FC              | CA River Plate            |
| Montevideo Wanderers FC   | IA Sud América            |
| Club Nacional de Football |                           |

## Toernooi-opzet
Het Torneo Competencia werd gespeeld voorafgaand aan de Primera División. De elf deelnemende clubs speelden een halve competitie tegen elkaar en de ploeg die de meeste punten behaalde werd eindwinnaar. De behaalde resultaten telden ook mee voor het Torneo de Honor 1941. Het toernooi was een Copa de la Liga; een officieel toernooi, georganiseerd door de Uruguayaanse voetbalbond (AUF).

## Toernooiverloop
Na twee speelrondes hadden enkel Club Nacional de Football en CA Peñarol nog de maximale score, alle andere ploegen hadden al puntverlies geleden. De twee rivalen wonnen ook de daaropvolgende wedstrijden; pas tijdens de zesde speelronde kwam er verschil, toen Peñarol won van Racing Club de Montevideo, maar Nacional tegen Rampla Juniors FC op een gelijkspel bleef steken. Twee wedstrijden later verloor Nacional voor het eerst (van Montevideo Wanderers FC), terwijl Peñarol nog altijd alle acht wedstrijden had gewonnen.
In de negende speelronde kon Peñarol het toernooi winnen als ze Nacional versloegen, maar de Tricolores wonnen met 3–2, waardoor de beslissing werd uitgesteld. Ook Liverpool (op dat moment derde in de stand) had nog een theoretische kans op de titel, maar zij hadden het niet meer in eigen hand. In de een-na-laatste speelronde kwam Peñarol niet in actie (vanwege het oneven aantal ploegen was er elke speelronde een ploeg vrij). Nacional won van Racing en kwam zo één punt voor Peñarol in de stand. Tijdens de laatste ronde kwam Nacional echter niet in actie. Peñarol versloeg CA Defensor en behaalde hun tweede eindwinst in het Torneo Competencia. Nacional eindigde als tweede en Liverpool als derde. Central FC wist geen enkele wedstrijd te winnen en eindigde op de laatste plaats.

### Eindstand
|     | Club                      | Sp. | W | G | V | Pnt. | DV | DT | DS  |
| --- | ------------------------- | --- | - | - | - | ---- | -- | -- | --- |
| 1.  | CA Peñarol                | 10  | 9 | 0 | 1 | 18   | 31 | 14 | +17 |
| 2.  | Club Nacional de Football | 10  | 8 | 1 | 1 | 17   | 31 | 13 | +18 |
| 3.  | Liverpool FC              | 10  | 7 | 1 | 2 | 15   | 18 | 10 | +8  |
| 4.  | Rampla Juniors FC         | 10  | 6 | 1 | 3 | 13   | 21 | 14 | +7  |
| 5.  | Montevideo Wanderers FC   | 10  | 3 | 3 | 4 | 9    | 19 | 22 | –3  |
| 6.  | CA Bella Vista            | 10  | 3 | 2 | 5 | 8    | 17 | 22 | –5  |
| 7.  | CA River Plate            | 10  | 3 | 2 | 5 | 8    | 15 | 21 | –6  |
| 8.  | CA Defensor               | 10  | 3 | 1 | 6 | 7    | 17 | 23 | –6  |
| 9.  | IA Sud América            | 10  | 2 | 2 | 6 | 6    | 13 | 27 | –14 |
| 10. | Racing Club de Montevideo | 10  | 1 | 3 | 6 | 5    | 10 | 17 | –7  |
| 11. | Central FC                | 10  | 0 | 4 | 6 | 4    | 9  | 18 | –9  |

| Winnaar Torneo Competencia 1941 |
| ------------------------------- |
| CA Peñarol 2e titel             |